# Predmeja
Predmeja je naselje v Občini Ajdovščina. Leta 2020 je v naselju živelo 368 prebivalcev. Predmeja je tudi sinonim za planoto Gora na robu Trnovskega gozda.